# Y'Golonac
Y'golonac (el Corruptor) es un dios de ficción de los Mitos de Cthulhu. Es una creación del escritor Ramsey Campbell y apareció por primera vez en su relato corto Edición Fría (1969).

## Descripción
Más allá del vacío en la noche subterráneo hay un pasaje que lleva hasta un muro de enormes ladrillos y más allá del muro se encuentra Y'Golonac, servido por deformes figuras ciegas que moran en la oscuridad. Mucho tiempo ha dormido más allá del muro y los que tantean los ladrillos recorren su cuerpo sin siquiera saber que es Y' Golonac; pero cuando su nombre es pronunciado o leído acude para ser adorado o alimentarse y tomar la forma y el alma de aquellos a los que devora. Porque quienes leen el mal y buscan su forma dentro de sus mentes invocan el mal, y así Y'Golonac puede regresar para caminar entre los hombres...

—Revelaciones de Glaaki, Volumen 12
Y'Golonac es uno de los Primigenios, dios de la perversión y la depravación -no sólo las perversiones y depravaciones de la humanidad sino cualquiera que pueda ser concebida por un ser consciente (cuerdo o no). Su comportamiento es muy similar al de Nyarlathotep, pero es mucho más perverso y sádico. A veces Y'Golonac puede ser invocado simplemente leyendo su nombre (no necesariamente en voz alta, leerlo es suficiente) en las Revelaciones de Glaaki, un tomo de oscuro conocimiento que habla sobre las deidades y criaturas del valle del Severn.
Y'Golonac se encuentra aprisionado tras un muro de ladrillos rojos en unas ruinas desconocidas. Su verdadera forma es incierta, pero cuando posee a un anfitrión humano para manifestarse apàrece como un hombre grotescamente obeso, que carece de cabeza o cuello, con una boca llena de dientes afilados en cada una de sus manos.
Al contrario que las deidades de H.P. Lovecraft Y'Golonac es claramente capaz de comprender a los humanos, hasta el punto de poder hablar con ellos a través de sus anfitriones humanos. Y'Golonac busca a humanos que lean literatura prohibida y perversa para convertirlos en sus servidores. Cuando es invocado, Y'Golonac ofrece a su invocador el dudoso honor de convertirse en su sacerdote, o simplemente se limita a devorarlo.

## Apariciones
- Una criatura que se parece mucho a Y'Golonac aparece en un capítulo de la serie de televisión de La liga de la justicia The terror beyond, junto con otros Dioses Antiguos entre los que se encuentra una criatura llamada "Gran Icthultu".